# Hoa hậu Quốc tế 1976
Hoa hậu Quốc tế 1976 là cuộc thi Hoa hậu Quốc tế lần thứ 16, được tổ chức vào ngày 2 tháng 7 năm 1976 tại Nhà hát Imperial, Tokyo, Nhật Bản. 44 thí sinh tham gia cuộc thi năm nay. Trong đêm chung kết, Hoa hậu Quốc tế 1975 Lidija Manić đến từ Nam Tư (nay là Serbia) đã trao lại vương miện cho người kế nhiệm, cô Sophie Sonia Perin đến từ Pháp. Đây là lần đầu tiên Pháp chiến thắng cuộc thi này.

## Xếp hạng

### Thứ hạng
| Kết quả              | Thí sinh |
| -------------------- | --- |
| Hoa hậu Quốc tế 1976 | - Pháp – Sophie Sonia Perin |
| Á hậu 1              | - Brazil – Vionete Revoredo Fonseca |
| Á hậu 2              | - Ấn Độ – Nafisa Ali |
| Á hậu 3              | - Hoa Kỳ – Susan Elizabeth Carlson |
| Á hậu 4              | - Nhật Bản – Kumie Nakamura |
| Top 15               | - Áo – Elvira Botempo - Anh Quốc – Janet Withey - Colombia – Alicia Sáenz Madrid - Honduras – Victoria Ann Baker - New Zealand – Priscilla Foyle - Philippines – Maria Dolores Suarez Ascalon - Puerto Rico – Yvonne Torres García - Tây Ban Nha – Victoria Martín González - Thụy Điển – Marie Borhall - Venezuela – Betsabé Ayala |

### Giải thưởng phụ
| Giải thưởng        | Thí sinh              |
| ------------------ | --------------------- |
| Hoa hậu Thân thiện | - Hawaii – Debbie Lee |
| Hoa hậu Ảnh        | - Áo – Elvira Botempo |

## Các thí sinh
Cuộc thi năm nay có 44 đại diện:
- Argentina - Johanna Fonseca
- Úc - Patrice Lesley Newell
- Áo - Elvira Botempo
- Bỉ - Beatrice Libert
- Bolivia - Martha Rosa Baeza
- Brazil - Vionete Revoredo Fonseca
- Vương quốc Anh - Janet Withey
- Canada - Lynn Hore
- Chile - Maria Antonieta Rosselló
- Colombia - Alicia Sáenz Madrid
- Costa Rica - Maritza Elizabeth Ortiz Calvo
- Phần Lan - Maarit Hannele Leso
- Pháp - Sophie Sonia Perin
- Đức - Paula Bergner
- Hy Lạp - Maria Sinanidou
- Guam - Thelma Zenaida Hechanova
- Hawaii - Debbie Lee
- Hà Lan - Cornelia "Cora" Yvonne Kitz
- Honduras - Victoria Ann Baker
- Hồng Kông - Từ Mỹ Linh
- Iceland - Sigrun Saevarsdóttir
- Ấn Độ - Nafisa Ali
- Indonesia - Treesye Ratri Astuti
- Israel - Dorit Cohen
- Ý - Joanna Avana
- Nhật Bản - Kumie Nakamura
- Hàn Quốc - Han Young-ae
- Luxembourg - Carmen Pick
- Malaysia - Fauziah Haron
- Mexico - Alejandra Mora Urbina
- Nicaragua - Maria Fiallos Castellón
- Philippines - Maria Dolores "Dolly" Suarez Ascalon
- Puerto Rico - Yvonne Torres García
- Singapore - Sandra Jane Binny
- Tây Ban Nha - Victoria Martín González
- Sri Lanka - Sudhaama Kitchilan
- Thụy Điển - Marie Gunilla Borhäll
- Thụy Sĩ - Beatrice Aschwanden
- Tahiti - Patricia Mareva Servonnat
- Thái Lan - Duangratana Thaweechokesubin
- Uruguay - Isabel Ana Ferrero
- Hoa Kỳ - Susan Elizabeth Carlson
- Venezuela - Iris Betsabé Ayala Morillo
- Nam Tư - Tulia Nirskha Marcic

## Chú ý

### Trở lại
- Lần cuối tham gia vào năm 1971:
  -  Israel
- Lần cuối tham gia vào năm 1974:
  -  Thái Lan

### Bỏ cuộc
| - Đan Mạch - Ireland - Liban | - Malta - New Zealand - Thổ Nhĩ Kỳ |

### Thay thế
- Hy Lạp – Do mẹ bị bệnh nên Rania Theofilou đã không tham gia cuộc thi. Cô được thay thế bởi Maria Sinanidou.